# Elecciones municipales de Huamanga de 2014
Las elecciones municipales de Huamanga de 2014 se llevaron a cabo el 5 de octubre de 2014 para elegir al alcalde y al Concejo Provincial de Huamanga para el periodo 2015-2018. La elección se celebró simultáneamente con elecciones regionales y municipales (provinciales y distritales) en todo el Perú.

## Sistema electoral
La Municipalidad Provincial de Huamanga es el órgano administrativo y de gobierno de la provincia de Huamanga. Está compuesta por el alcalde y el Concejo Provincial.
La votación del alcalde y el concejo se realiza en base al sufragio universal, que comprende a todos los ciudadanos nacionales mayores de dieciocho años, empadronados y residentes en la provincia de Huamanga y en pleno goce de sus derechos políticos, así como a los ciudadanos no nacionales residentes y empadronados en la provincia de Huamanga.
El Concejo Provincial de Huamanga está compuesto por 11 regidores elegidos por sufragio directo para un período de cuatro (4) años, en forma conjunta con la elección del alcalde (quien lo preside). La votación es por lista cerrada y bloqueada. Se asigna a la lista ganadora los escaños según el método d'Hondt o la mitad más uno, lo que más le favorezca.

## Composición del Concejo Provincial de Huamanga
La siguiente tabla muestra la composición del Concejo Provincial de Huamanga antes de las elecciones.
| Partidos | Partidos                                             | Regidores |
| -------- | ---------------------------------------------------- | --------- |
|          | Movimiento Independiente Regional Todos con Ayacucho | 7         |
|          | Unidos por el Desarrollo de Ayacucho                 | 2         |
|          | Alianza para el Progreso                             | 1         |
|          | Frente Regional TUNA                                 | 1         |

## Partidos y candidatos
A continuación se muestra una lista de los principales partidos y alianzas electorales que participaron en las elecciones:
| Candidatura | Candidatura | Partidos y alianzas | Candidatos | Candidatos                      | Ideología                                                          | Resultado previo | Resultado previo | Ref. |
| Candidatura | Candidatura | Partidos y alianzas | Candidatos | Candidatos                      | Ideología                                                          | Votos (%)        | Reg.             | Ref. |
| ----------- | ----------- | --- | ---------- | ------------------------------- | ------------------------------------------------------------------ | ---------------- | ---------------- | ---- |
|             | UDA         | Lista - Unidos por el Desarrollo de Ayacucho (UDA) |            | Elizabeth Prado Montoya         | Regionalismo ayacuchano                                            | 20.09%           | 2                |      |
|             | APP         | Lista - Alianza para el Progreso de Ayacucho (APP–FRA–DIA) – Alianza para el Progreso (APP) – Frente Regional Ayacucho (FRA) – Desarrollo Integral Ayacucho (DIA) |            | Yuri Gutiérrez Gutiérrez        | Liberalismo económico Populismo de derecha Regionalismo ayacuchano | 15.36%           | 1                |      |
|             | QT          | Lista - Qatun Tarpuy (QT) |            | Gualberto Huillcahuari Canchari | Regionalismo ayacuchano                                            | 7.92%            | 0                |      |
|             | MIRE        | Lista - Movimiento Independiente Innovación Regional (MIRE) |            | Federico Vargas Infante         | Regionalismo ayacuchano                                            | 7.81%            | 0                |      |
|             | MÑ          | Lista - Musuq Ñan (MÑ) |            | Orlando Sulca Castilla          | Regionalismo ayacuchano                                            | 2.79%            | 0                |      |
|             | PP          | Lista - Perú Posible (PP) |            | Juan Aramburú Sulca             | Socioliberalismo Democracia liberal Tercera vía                    | 3.01%            | 0                |      |
|             | FP          | Lista - Fuerza Popular (FP) |            | Gerardo Ludeña Gonzalez         | Fujimorismo Conservadurismo social Populismo de derecha            | Nuevo            | Nuevo            |      |
|             | MEA         | Lista - Movimiento Etnocacerista Ayacucho (MEA) |            | Darío Ventura Pariona           | Regionalismo ayacuchano Etnocacerismo                              | Nuevo            | Nuevo            |      |
|             | ARA         | Lista - Alianza Renace Ayacucho (ARA) |            | Salomón Aedo Mendoza            | Regionalismo ayacuchano                                            | Nuevo            | Nuevo            |      |

## Sondeos de opinión
Las siguientes tablas enumeran las estimaciones de la intención de voto en orden cronológico inverso, mostrando las más recientes primero y utilizando las fechas en las que se realizó el trabajo de campo de la encuesta. Cuando se desconocen las fechas del trabajo de campo, se proporciona la fecha de publicación.
Leyenda:
     Sondeo realizado en el periodo de prohibición legal de la difusión de sondeos de intención de voto.

### Intención de voto
La siguiente tabla enumera las estimaciones ponderadas (sin incluir votos en blanco y nulos) de la intención de voto.
|                                |            |   |      |      |      |     |     |      |  |  |  |  |  |
| Elecciones municipales de 2014 | 5 oct 2014 | — | 34.7 | 23.3 | 13.7 | 9.0 | 8.3 | 11.4 |  |  |  |  |  |
|                                |            |   |      |      |      |     |     |      |  |  |  |  |  |
| Ipsos Perú/América             | 5 oct 2014 | ? | 36.5 | 24.7 | 17.2 | –   | –   | 11.8 |  |  |  |  |  |

## Resultados

### Sumario general
| |                                                     |              |              |              |           |           |  |  |
| Partidos y coaliciones                                                                                    | Partidos y coaliciones                              | Voto popular | Voto popular | Voto popular | Regidores | Regidores |  |  |
| Partidos y coaliciones                                                                                    | Partidos y coaliciones                              | Votos        | %            | ±pp          | Total     | +/−       |  |  |
| | Alianza Renace Ayacucho (ARA)                       | 43,396       | 34.73        | Nuevo        | 7         | +7        |  |  |
| | Alianza para el Progreso de Ayacucho (APP–DIA–FRA)1 | 29,058       | 23.26        | +7.90        | 2         | +1        |  |  |
| | Unidos por el Desarrollo de Ayacucho (UDA)          | 17,154       | 13.73        | –6.36        | 1         | –1        |  |  |
| | Fuerza Popular (FP)                                 | 11,200       | 8.96         | Nuevo        | 1         | +1        |  |  |
| | Musuq Ñan (MÑ)                                      | 10,312       | 8.25         | +5.46        | 0         | ±0        |  |  |
| | Qatun Tarpuy (QT)                                   | 5,662        | 4.53         | –3.39        | 0         | ±0        |  |  |
| | Movimiento Independiente Innovación Regional (MIRE) | 3,898        | 3.12         | –4.69        | 0         | ±0        |  |  |
| | Movimiento Etnocacerista Ayacucho (MEA)             | 2,418        | 1.94         | Nuevo        | 0         | ±0        |  |  |
| | Perú Posible (PP)                                   | 1,839        | 1.47         | –1.54        | 0         | ±0        |  |  |
| |                                                     |              |              |              |           |           |  |  |
| Total | Total                                               | 124,937      |              |              | 11        | ±0        |  |  |
| |                                                     |              |              |              |           |           |  |  |
| Votos válidos                                                                                             | Votos válidos                                       | 124,937      | 86.78        | +4.23        |           |           |  |  |
| Votos en blanco                                                                                           | Votos en blanco                                     | 8,621        | 5.99         | –2.65        |           |           |  |  |
| Votos nulos                                                                                               | Votos nulos                                         | 10,414       | 7.23         | –1.58        |           |           |  |  |
| Votos emitidos                                                                                            | Votos emitidos                                      | 143,972      | 82.80        | –3.08        |           |           |  |  |
| Abstenciones                                                                                              | Abstenciones                                        | 29,917       | 17.20        | +3.08        |           |           |  |  |
| Votantes registrados                                                                                      | Votantes registrados                                | 173,889      |              |              |           |           |  |  |
| |                                                     |              |              |              |           |           |  |  |
| Fuente:                                                                                                   |                                                     |              |              |              |           |           |  |  |
| Notas al pie: 1 Comparado con los resultados de Alianza para el Progreso (APP) en las elecciones de 2010. |                                                     |              |              |              |           |           |  |  |
| Notas al pie:                                                                                             |                                                     |              |              |              |           |           |  |  |
| 1 Comparado con los resultados de Alianza para el Progreso (APP) en las elecciones de 2010.               |                                                     |              |              |              |           |           |  |  |

## Elecciones municipales distritales

### Resultados por distrito
La siguiente tabla enumera el control de los distritos de la provincia de Huamanga. El cambio de mando de una organización política se resalta del color de ese partido.
| Distrito                          | Alcalde(sa) titular                                       | Partido político                                          | Partido político                                          | Alcalde(sa) electo(a)         | Partido político | Partido político         |
| --------------------------------- | --------------------------------------------------------- | --------------------------------------------------------- | --------------------------------------------------------- | ----------------------------- | ---------------- | ------------------------ |
| Acocro                            | Raúl Bautista Gómez                                       |                                                           | Alianza para el Progreso                                  | Auberto Morote Enciso         |                  | Alianza Renace Ayacucho  |
| Acos Vinchos                      | Esteban Paucca Gutiérrez                                  |                                                           | Partido Aprista Peruano                                   | Fermín Sulca Acuña            |                  | Alianza Renace Ayacucho  |
| Andrés Avelino Cáceres Dorregaray | Creación del distrito (Ley N° 30013, 26 de abril de 2013) | Creación del distrito (Ley N° 30013, 26 de abril de 2013) | Creación del distrito (Ley N° 30013, 26 de abril de 2013) | Javier Navarro Gonzales       |                  | Alianza Renace Ayacucho  |
| Carmen Alto                       | Marcelino Paucca Cancho                                   |                                                           | Innovación Regional                                       | Revelino Huamaní Rodríguez    |                  | Alianza para el Progreso |
| Chiara                            | Florencio Paquiyauri Gómez                                |                                                           | Todos con Ayacucho                                        | Percy Sulca Cuadros           |                  | Alianza Renace Ayacucho  |
| Jesús Nazareno                    | Marisol Contreras Pareja                                  |                                                           | Qatun Tarpuy                                              | Adriel Valenzuela Pillihuaman |                  | Alianza para el Progreso |
| Ocros                             | Favio Roca Luque                                          |                                                           | Frente Regional TUNA                                      | Arturo Gutiérrez Badajoz      |                  | Alianza para el Progreso |
| Pacaycasa                         | Alberto Quispe Antezana                                   |                                                           | Todos con Ayacucho                                        | Reinaldo Cuadros Aguado       |                  | Alianza Renace Ayacucho  |
| Quinua                            | Pedro Bellido Rojas                                       |                                                           | Todos con Ayacucho                                        | Reginaldo García Huamán       |                  | Alianza para el Progreso |
| San José de Ticllas               | Alfredo Quispe Jáuregui                                   |                                                           | Frente Regional TUNA                                      | Bailón Sulca Ichcas           |                  | Innovación Regional      |
| San Juan Bautista                 | Wilber Torres Prado                                       |                                                           | Unidos por el Desarrollo                                  | Mardonio Guillén Cancho       |                  | Innovación Regional      |
| Santiago de Pischa                | Adrián Rojas Castro                                       |                                                           | Frente Regional TUNA                                      | Héctor Nina Ñaccha            |                  | Alianza Renace Ayacucho  |
| Socos                             | Abrahán Jaulis Zevallos                                   |                                                           | Todos con Ayacucho                                        | Héctor Huayhua Palomino       |                  | Alianza Renace Ayacucho  |
| Tambillo                          | Arturo Quispe Solórzano                                   |                                                           | Perú Posible                                              | Víctor Miranda Prado          |                  | Alianza Renace Ayacucho  |
| Vinchos                           | Ramiro Llamocca Rodríguez                                 |                                                           | Innovación Regional                                       | Teófilo Cuba Condori          |                  | Alianza Renace Ayacucho  |